# دانشکده فنی و حرفه‌ای انقلاب اسلامی

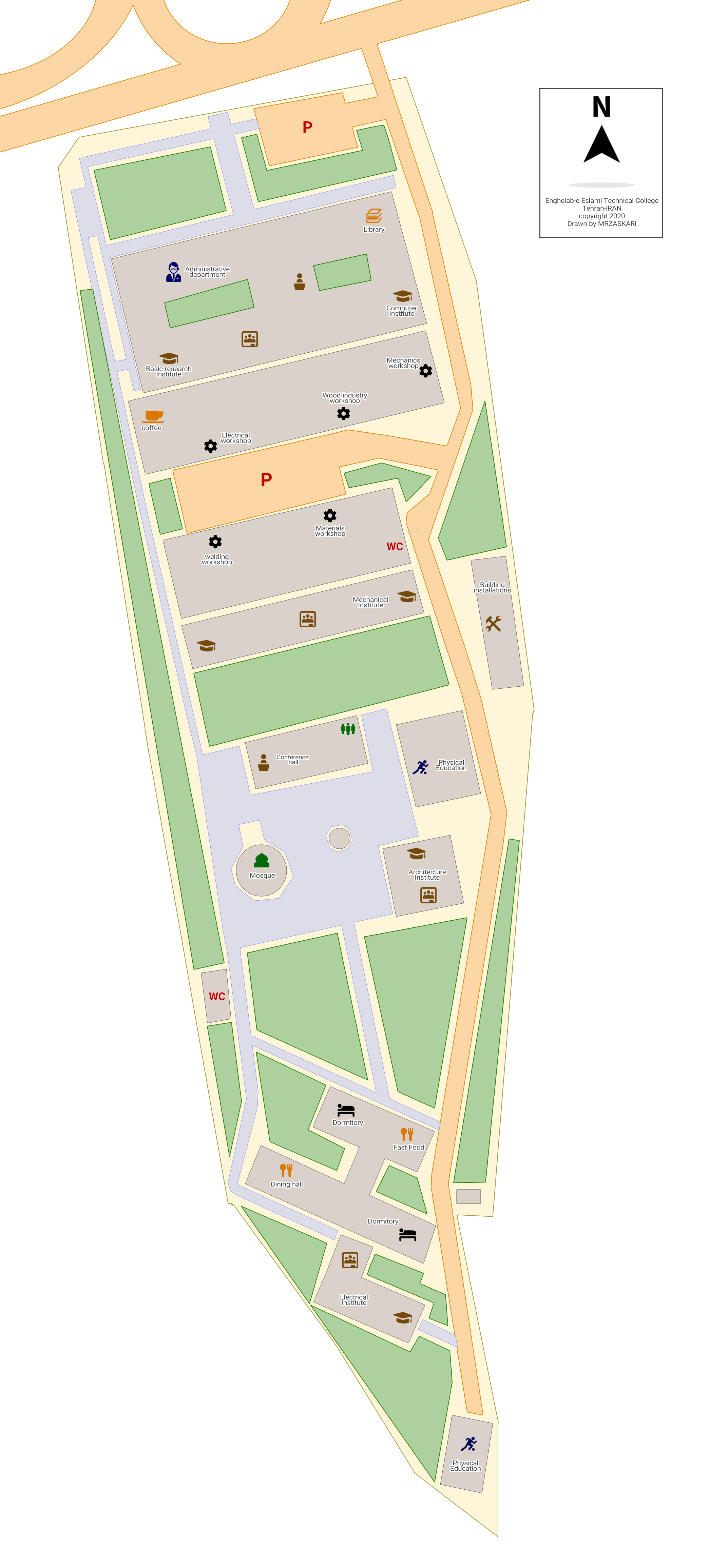
نقشه دانشکده فنی انقلاب اسلامی تهران

دانشکده فنی انقلاب اسلامی، یک دانشکده فنی در تهران و وابسته به دانشگاه ملی مهارت و تحت نظارت وزارت علوم تحقیقات و فناوری است. دانشکده ملی مهارت انقلاب اسلامی یکی از برترین دانشکده‌های فنی در کشور می‌باشد.
پیش از انقلاب اسلامی ایران، یکی از موسسه‌های تکنولوژی تهران بود که در سال ۱۳۵۹ با ادغام موسسه‌های تکنولوژی تهران مجتمع انقلاب اسلامی تحت نظر وزارت آموزش و پرورش تأسیس گردید و سپس به مرکز آموزش عالی فنی انقلاب اسلامی تغییر نام داد و در سال ۱۳۶۷ رسماً فعالیت خود را شروع کرد. این دانشگاه همچنین از رده‌های بالا دانشگاهی در رشته‌های مکانیک، عمران، معماری و نقشه‌برداری در ایران است. این مرکز همراه با سایر آموزشکده‌ها و دانشکده‌های فنی از ابتدای سال ۱۳۹۰، از آموزش و پرورش جدا و به عنوان یک دانشکده از دانشگاه فنی و حرفه‌ای به وزارت علوم، تحقیقات و فناوری ملحق گردید.
حسن تهرانی مقدم که ملقب به پدر موشکی ایران است، یکی از دانش‌آموختگان در گروه مکانیک این دانشکده بوده است.
دانشکده انقلاب اسلامی هسته اولیه دانشگاه تربیت دبیر شهید رجایی نیز می‌باشد.
این دانشکده زیر نظر دانشگاه ملی مهارت کشور تحت ریاست دکتر عرفان خسرویان فعالیت می‌کند، همچنین پذیرش دانشجو در این دانشکده، فقط از بین مردان انجام می‌شود که در بیشتر رشته‌ها دانشجویان از رتبه‌های برتر کنکور فنی و حرفه‌ای برای این دانشکده پذیرفته می‌شوند.

## وسعت دانشکده
این دانشکده دارای زمینی به وسعت ۵ هکتار با زیر بنایی به مساحت ۲۵۰۰۰ متر مربع است.

## مکان دانشکده
تهران – چهارراه یافت‌آباد – بلوار معلم – نبش میدان معلم – دانشکده انقلاب اسلامی.

## امکانات دانشکده
- مسجد
- آمفی تئاتر مرکزی با ظرفیت ششصد نفر
- دو آمفی تئاتر هر کدام با ظرفیت ۱۰۰ نفر
- سالن سر پوشیده ورزشی
- کتابخانه با شصت هزار جلد کتاب
- سالن قرائت خانه
- خوابگاه در سه طبقه با ظرفیت ۶۵۰ نفر
- مرکز بهداشت و سلامت روان
- سالن سلف
- بوفه

## معاونت‌ها و انستیتوها
- انستیتو مهندسی مکانیک
- انستیتو برق و کامپیوتر
- انستیتو هنر و معماری
- انستیتو علوم پایه
- نهاد نمایندگی ولی فقیه
- معاونت آموزشی
- معاونت پژوهشی
- معاونت  فرهنگی دانشجویی
- معاونت اداری و مالی

### انستیتو مکانیک
انستیتوی مکانیک بزرگ‌ترین انستیتوی این دانشکده است و شامل رشته‌های: مهندسی ساخت و تولید، ماشین ابزار، قالب‌سازی، جوشکاری، مهندسی خودرو، متالوژی، صنایع چوب و… می‌باشد. این انستیتو در حال حاضر با شرکت ایران‌خودرو در حال همکاری است.
مدیر گروه مکانیک خودرو: رضا مرادی
مدیر گروه ساخت و تولید: صادق میرزامحمدی
مدیر گروه علوم مهندسی مکانیک: حسین رحیمی آسیابرکی

### انستیتو برق و کامپیوتر
انستیتوی برق شامل رشته‌های: مهندسی برق _قدرت، مهندسی کنترل، مهندسی شبکه‌های توزیع برق، مهندسی آسانسور و پله برقی، الکتروتکنیک، الکترونیک، کامپیوتر، مکاترونیک صنعتی و کاردانی آسانسور و پله برقی است.
امکانات این انستیتو شامل آزمایشگاه ماشین‌های الکتریکی، آز مدارهای الکتریکی، کارگاه آسانسور و پله برقی، کارگاه مدار فرمان، کارگاه تخصصی تابلو، کارگاه تأسیسات الکتریکی، کارگاه سیم پیچی، کارگاه توزیع هوایی، سایت کامپیوتر، کارگاه تعمیر تلویزیون، آز الکترونیک قدرت، آز دیجیتال آز عملگرها آز کنترل خطی آز میکروکنترلرها و… است.
مدیر گروه برق و کامپیوتر: دکتر مهدی سیاوش

### انستیتو هنر و معماری
انستیتوی هنر و معماری شامل رشته‌های معماری، عمران، چاپ، گرافیک و ارتباط تصویری و نقشه‌برداری است.
مدیر گروه معماری: دکتر محمد مهدی عبدالله زاده
این انستیتو از مجهزترین انستیتوهای این دانشکده است.

### انستیتو علوم پایه
انستیتوی علوم پایه شامل شامل ۴ سایت کامپیوتری مجهز و همچنین دو مرکز آموزشی صنایع نساجی و صنایع شیمیایی است. در این انستیتو دروس علوم پایه و دروس رشته حسابداری آموزش داده می‌شود.

### گنجینه موزه نقشه کشی صنعتی
این گنجینه دارای مدارک و ابزار های مهم نقشه کشی صنعتی بالغ بر ۵۰ سال می‌باشد و توسط اساتید نقشه کشی صنعتی طی سالها جمع آوری شده و مجهز گردیده و تحت نظارت دانشکده انقلاب اسلامی ملی مهارت تهران می‌باشد.

## بازدید کنندگان بین‌المللی
| کشور       | دانشگاه / نماینده             | شرح                            |
| ---------- | ----------------------------- | ------------------------------ |
| پرتغال     | IPB                           | Scientific Inspection          |
| آلمان      | IKKE                          | Scientific Inspection          |
| آلمان      | Leipzig University            | Scientific Inspection          |
| کره (کشور) | -Click                        | Hybrid and Green Fuel Vehicles |
| لبنان      | Lebanese University (الآفاق)  | Scientific Inspection          |
| عراق       | Northern Technical University | Scientific Inspection          |